# Mała Radziejowa
Mała Radziejowa – niewybitny szczyt górski o wysokości 1207 m w Beskidzie Sądeckim. Znajduje się w głównym grzbiecie Pasma Radziejowej, pomiędzy Przełęczą Długą (1161 m) i Radziejową (1266 m). Jej południowe stoki opadają do doliny potoku Czarna Woda, zaś w północnym kierunku odchodzi od Małej Radziejowej krótki grzbiet górski oddzielający dolinę Średniego Potoku od doliny Potoku pod Dudłą.
Na dawnych mapach Grzbiet Małej Radziejowej przedstawiony jest jako bezleśny. Dane te jednak są już nieaktualne, obecnie tereny te porasta sadzony las. W 1976 r. w okolicach Radziejowej pojawił się groźny szkodnik drzew – zasnuja wysokogórska. Jej masowy pojaw spowodował obumieranie świerków. Osłabione ich żerowaniem drzewa dodatkowo zostały zaatakowane przez kornika drukarza. By zapobiec rozprzestrzenianiu się tych szkodników, leśnicy wycięli całe połacie lasu na Radziejowej i Złomistym Wierchu Północnym i Południowym. Później na zrębach sadzono świerki, jodły, a nawet eksperymentalnie limbę.
Przez Małą Radziejową biegnie granica między miejscowościami Jaworki w powiecie nowotarskim i Roztoka Ryterska w powiecie nowosądeckim.

## Szlaki turystyczne
Przez Małą Radziejową prowadzi Główny Szlak Beskidzki. Równolegle do niego północnymi stokami Pasma Radziejowej biegnie leśna Ścieżka Teodora.
 Rytro – Wielki Rogacz – Radziejowa – Mała Radziejowa – Przełęcz Długa – Prehyba – Dzwonkówka – Krościenko nad Dunajcem.